# 伴駅
伴駅（ともえき）は、広島県広島市安佐南区伴東にある広島高速交通広島新交通1号線（アストラムライン）の駅。副駅名は、広陵学園前。

## 歴史
- 1994年（平成6年）8月20日：開業[1][2]。
- 1999年（平成11年）3月20日：ダイヤ改正で急行列車が新設されたが、当駅は通過駅となる[1]。
- 2000年（平成12年）：業務委託駅となる[3]。
- 2004年（平成16年）3月20日：ダイヤ改正で急行列車が廃止され、5年ぶりに全ての列車が停車するようになる[1]。
- 2009年（平成21年）8月8日：PASPY導入[1]。
- 2015年（平成27年）：構内放送とホームの発車標を新白島駅と同等の物に更新。

## 駅構造
島式ホーム1面2線の高架駅。ホームから1フロアー降りたところに券売機・改札がある。ステーションカラーは■黄色。

### のりば
| のりば | 路線              | 方向 | 行先           |
| ------ | ----------------- | ---- | -------------- |
| 1      | ■アストラムライン | 下り | 広域公園前方面 |
| 2      | ■アストラムライン | 上り | 本通方面       |

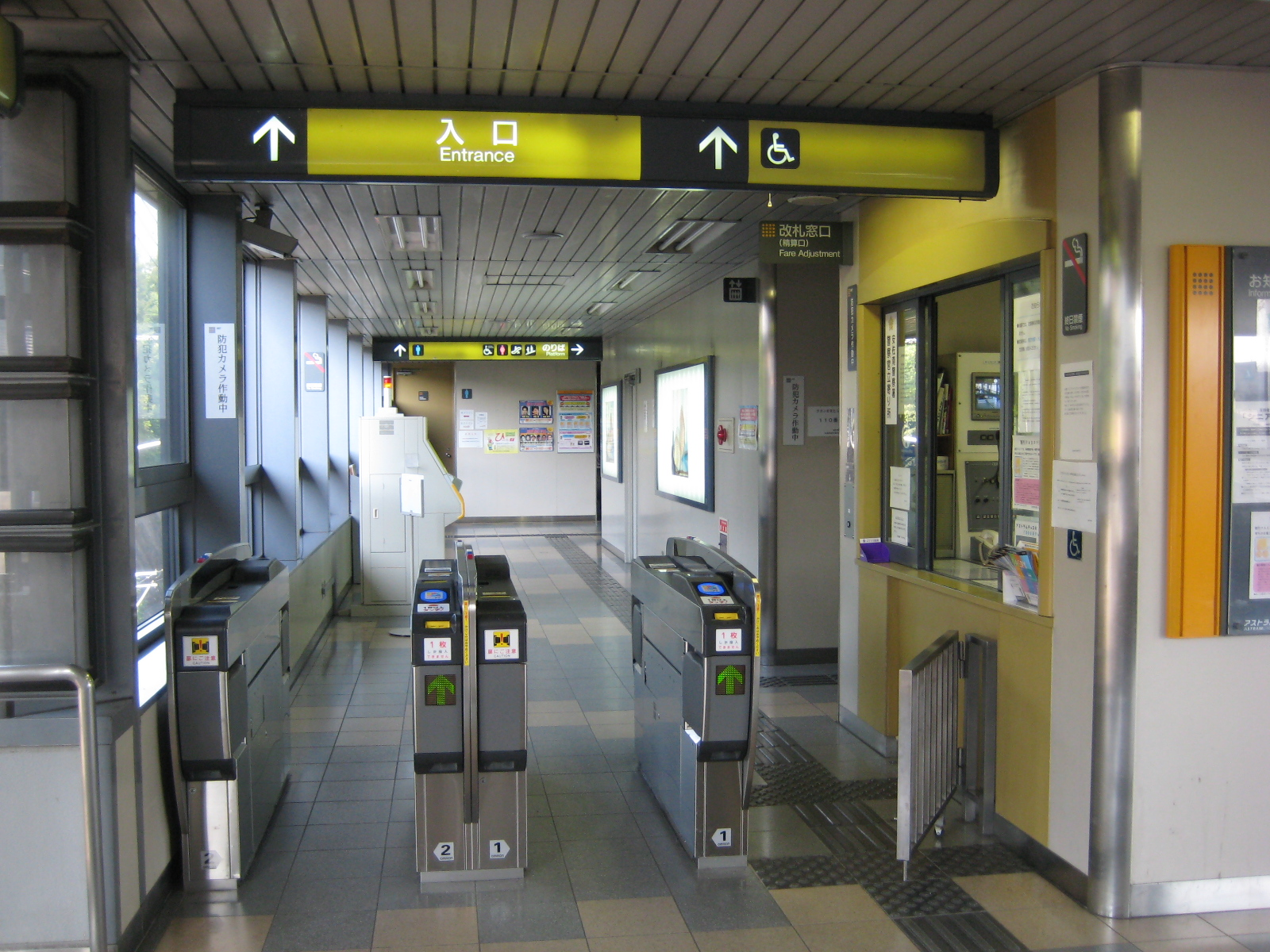
改札口（2009年8月）
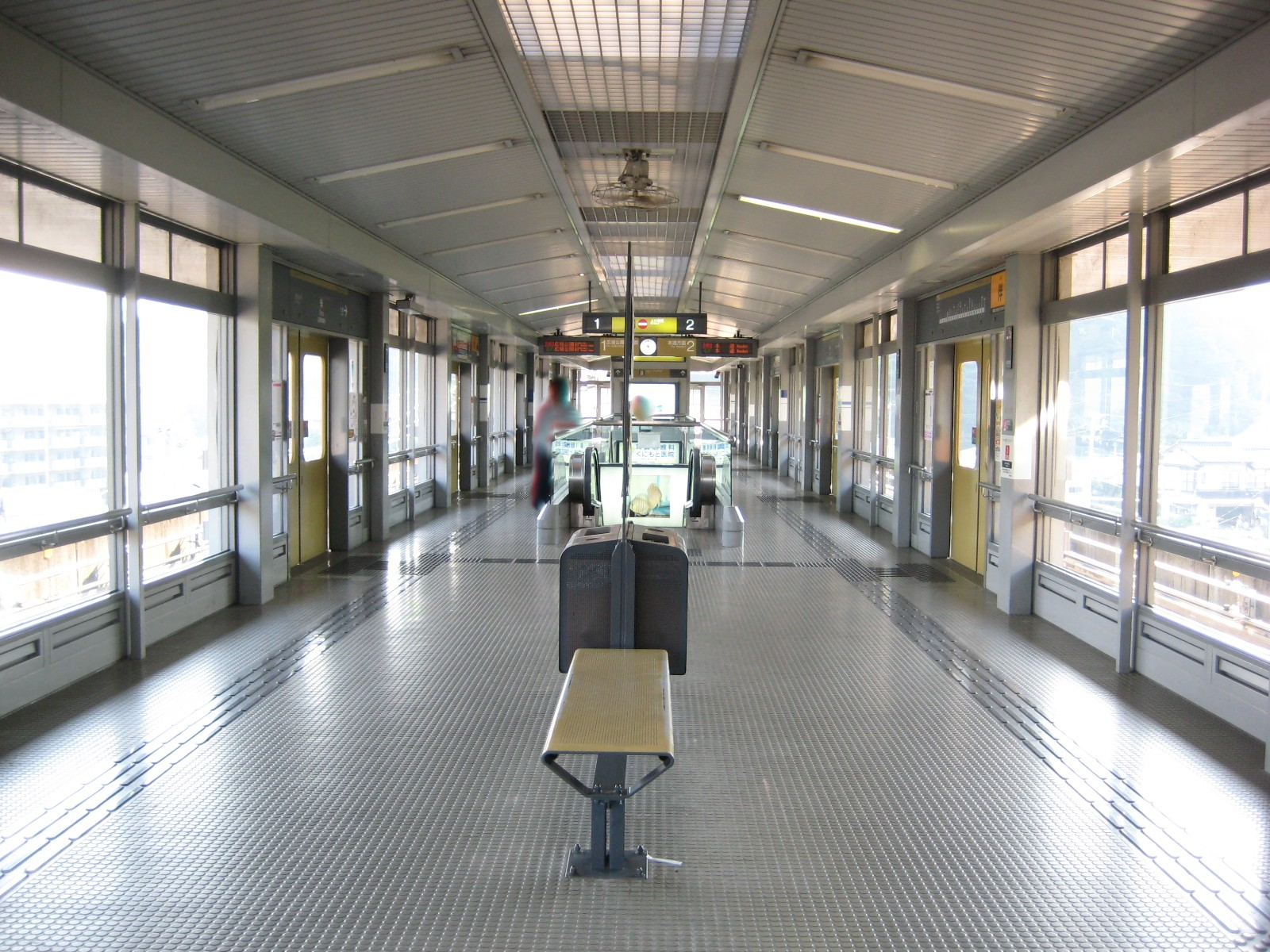
ホーム（2009年8月）

## 利用状況
以下の情報は、広島市統計書に基づいたデータである。アストラムラインでは「1年毎乗車総数」と「1年毎降車総数」の情報を公開している。1日平均乗車人員データは、年度毎の乗車総数を365（閏年は366）で割った値を小数点2位を丸めて小数点1位の値にした物である。アストラムラインのデータは1,000で丸めて提供されているので、1年毎ではプラスマイナス500の誤差があり、1日当たりでは1.4人程度の誤差が発生する。
| 年度               | 1日平均 乗車人員 | 1年毎 乗車総数 | 1年毎 降車総数 |
| ------------------ | ---------------- | -------------- | -------------- |
| 1995年（平成07年） | 983.6            | 360,000        | 333,000        |
| 1996年（平成08年） | 1,137.0          | 415,000        | 385,000        |
| 1997年（平成09年） | 1,169.9          | 427,000        | 398,000        |
| 1998年（平成10年） | 1,219.2          | 445,000        | 411,000        |
| 1999年（平成11年） | 1,172.1          | 429,000        | 393,000        |
| 2000年（平成12年） | 1,200.0          | 438,000        | 397,000        |
| 2001年（平成13年） | 1,224.7          | 447,000        | 400,000        |
| 2002年（平成14年） | 1,249.3          | 456,000        | 410,000        |
| 2003年（平成15年） | 1,265.0          | 463,000        | 424,000        |
| 2004年（平成16年） | 1,235.6          | 451,000        | 411,000        |
| 2005年（平成17年） | 1,216.4          | 444,000        | 402,000        |
| 2006年（平成18年） | 1,216.4          | 444,000        | 402,000        |
| 2007年（平成19年） | 1,254.1          | 459,000        | 420,000        |
| 2008年（平成20年） | 1,323.3          | 483,000        | 438,000        |
| 2009年（平成21年） | 1,323.3          | 483,000        | 442,000        |
| 2010年（平成22年） | 1,309.6          | 478,000        | 431,000        |
| 2011年（平成23年） | 1,357.9          | 497,000        | 445,000        |
| 2012年（平成24年） | 1,405.5          | 513,000        | 460,000        |
| 2013年（平成25年） | 1,474.0          | 538,000        | 481,000        |
| 2014年（平成26年） | 1,490.4          | 544,000        | 485,000        |
| 2015年（平成27年） | 1,573.8          | 576,000        | 518,000        |
| 2016年（平成28年） | 1,649.3          | 602,000        | 547,000        |
| 2017年（平成29年） | 1,616.4          | 590,000        | 535,000        |
| 2018年（平成30年） | 1,542.5          | 563,000        | 513,000        |
| 2019年（令和元年） | 1,486.3          | 544,000        | 500,000        |
| 2020年（令和02年） | 1,216.4          | 444,000        | 410,000        |
| 2021年（令和03年） | 1,326.0          | 484,000        | 446,000        |
| 2022年（令和04年） | 1,345.2          | 491,000        | 452,000        |

## 駅周辺
- 広島市安佐南区スポーツセンター
- 広陵学園（広陵高等学校）
- 広島市立伴東小学校
- 広島小野原郵便局
- ゆめマート沼田店
- ダイソー&アオヤマ 100YEN PLAZA沼田店
- ジュンテンドー沼田店
- まいどおおきに食堂広島沼田食堂
- エディオン沼田店
- ホームプラザナフコ沼田店

## 隣の駅
広島高速交通
■広島新交通1号線（アストラムライン）
長楽寺駅 - 伴駅 - 大原駅